# Amore e Psiche stanti
Amore e Psiche stanti è un’opera di Antonio Canova conservata nel Museo del Louvre a Parigi. La scultura è alta 145 cm ed è in marmo bianco, è stata scolpita fra il 1796 e il 1800.

## L’opera e il mito greco
Questo gruppo scultoreo rappresenta una coppia celebre della mitologia greca. Il mito racconta che la straordinaria bellezza di una fanciulla di nome Psiche aveva suscitato l’invidia della stessa Venere, tanto che la dea le inviò il figlio Amore perché la facesse innamorare di un uomo bruttissimo. Il giovane dio però si invaghì lui stesso della bella fanciulla. Ebbe così inizio un amore tormentato che, dopo essere stato a lungo ostacolato da Venere e costellato da mille prove, durò per sempre.
Canova rappresentò più volte le figure di Amore e Psiche, ma in questa scultura li rappresenta in piedi. Psiche offre una farfalla, simbolo della sua stessa anima, ad Amore.

## Committente dell’opera
La composizione scultorea è stata realizzata in due versioni, la prima fu commissionata dal colonnello John Campbell e in seguito venduta a Gioacchino Murat; mentre la seconda, sempre realizzata da Canova, fu ceduta da Campbell a Josephine de Beauharnais.